# Useless
Useless (en español, Inútil) es el trigésimo cuarto disco sencillo del grupo inglés de música electrónica Depeche Mode, el cuarto y último desprendido de su álbum Ultra, lanzado el 20 de octubre de 1997.
"Useless" es un tema de rock industrial cercano a "Barrel of a Gun" del mismo álbum, aunque con algo más de pop. La mezcla para su versión como sencillo fue hecha por Alan Moulder con cambios en la introducción y un latido (similar a los cambios hechos a las versiones de 7" de "Walking in My Shoes" y "Condemnation"), y añade efectos de sintetizador adicional durante el coro.
Useless es una canción compuesta por Martin Gore, como lados B aparecieron mezclas y versiones en vivo de la canción y temas del mismo álbum, originalmente se iba a lanzar en Estados Unidos en su orden, pero las estaciones de radio allá comenzaron a tocar Useless aún antes de que se anunciara Home como tercer sencillo, por lo cual Reprise Records publicó ambos temas en los Estados Unidos como un solo sencillo doble con el nombre Home/Useless.
En 1997, el video musical de "Useless" sería el último vídeo de Depeche Mode dirigido por Anton Corbijn, para el siguiente hasta 2005.

## Descripción
Es uno de los temas más orgánicos de DM, con el elemento electrónico casi totalmente relegado, aunque paradójicamente en un álbum que se distinguió por la vuelta a un sonido más sintético. La melodía principal está conducida por la guitarra en notación semi-grave y una letra áspera, agresiva, contundente, directa, en general con pocas metáforas; eso sí, la melodía de la guitarra curiosamente es la misma del tema clásico de 1987 Strangelove, solo que ejecutada con cuerdas de guitarra eléctrica en notación grave.
La lírica es simplemente sobre los esfuerzos empeñados en una relación, del tipo que sea, y que en un determinado momento se tornen inútiles, como el título, por lo cual algunos interpretaron el tema como una diatriba contra la salida de Alan Wilder de DM, cuando después de todo hubo obtenido durante su estancia con el grupo ganancias, popularidad y reconocimiento; pero solo es una interpretación que por supuesto los demás integrantes nunca confirmaron o negaron.
Esencialmente es un tema duro, imbuido todavía en el espíritu rock que distinguiera al álbum Songs of Faith and Devotion, el anterior a Ultra, basado en la dureza de la guitarra, la batería y la letra sin condescendencia alguna, por lo menos para el estilo de DM, pues en realidad está muy alejado de temas previos y aún posteriores del grupo con su lírica de verdadero reclamo y la música fuerte.
Para su versión como sencillo, la mezcla varía de modo evidente. Con todos sus elementos, sigue siendo uno de los temas menos electrónicos de DM y por el contrario de sonido mucho más verdaderamente acústico, comprometido con una letra acusatoria pero en el fondo triste por todo lo que se ha hecho para no obtener nada.

## Formatos

### EnCD
| Mute CD Bong28 Useless |                                               |          |  |
| N.º                    | Título                                        | Duración |  |
| 1.                     | «Useless» (Remix)                             | 4:53     |  |
| 2.                     | «Useless» (Escape from Wherever parts 1 & 2!) | 7:17     |  |
| 3.                     | «Useless» (Cosmic Blues Mix)                  | 6:57     |  |
| 4.                     | «Barrel of a Gun» (vídeo promocional)         | 5:32     |  |

| Mute LCD Bong28 Useless |                                                                           |          |  |
| N.º                     | Título                                                                    | Duración |  |
| 1.                      | «Useless» (CJ Bolland Ultrasonar Mix)                                     | 6:03     |  |
| 2.                      | «Useless» (The Kruder + Dorfmeister Session™)                             | 9:10     |  |
| 3.                      | «Useless» (en vivo en Adrenalin Village, Londres, el 10 de abril de 1997) | 5:21     |  |
| 4.                      | «It's No Good» (vídeo promocional)                                        | 4:22     |  |

| Mute RCD Bong28 Useless |                                               |          |  |
| N.º                     | Título                                        | Duración |  |
| 1.                      | «Useless» (Remix)                             | 4:53     |  |
| 2.                      | «Useless» (Escape from Wherever parts 1 & 2!) | 7:17     |  |
| 3.                      | «Useless» (Cosmic Blues Mix)                  | 6:55     |  |

CD 2004
Realizado para la colección The Singles Boxes 1-6 de ese año, con lo que de aso se publicó de manera normal en los Estados Unidos.
| Mute CD Bong28X Useless |                                                                           |          |  |
| N.º                     | Título                                                                    | Duración |  |
| 1.                      | «Useless» (Remix)                                                         | 4:54     |  |
| 2.                      | «Useless» (Escape from Wherever parts 1 & 2!)                             | 7:17     |  |
| 3.                      | «Useless» (Cosmic Blues Mix)                                              | 6:57     |  |
| 4.                      | «Useless» (CJ Bolland Ultrasonar Mix)                                     | 6:02     |  |
| 5.                      | «Useless» (The Kruder + Dorfmeister Session™)                             | 9:09     |  |
| 6.                      | «Useless» (CJ Bolland Funky Sub Mix)                                      | 5:39     |  |
| 7.                      | «Useless» (Air 20 Mix)                                                    | 7:58     |  |
| 8.                      | «Useless» (en vivo en Adrenalin Village, Londres, el 10 de abril de 1997) | 5:24     |  |
| 9.                      | «Barrel of a Gun» (vídeo promocional)                                     | 5:29     |  |
| 10.                     | «It's No Good» (vídeo promocional)                                        | 4:14     |  |

### Endisco de vinilo
12 pulgadas Mute 12 Bong28  Useless
| Lado A |                                           |          |  |
| N.º    | Título                                    | Duración |  |
| 1.     | «Useless» (Kruder + Dorfmeister Session™) | 9:10     |  |

| Lado AA |                                      |          |  |
| N.º     | Título                               | Duración |  |
| 1.      | «Useless» (CJ Bolland Funky Sub Mix) |          |  |
| 2.      | «Useless» (Air 20 Mix)               |          |  |

12 pulgadas Mute P12 Bong28  Useless
| Lado A |                                      |          |  |
| N.º    | Título                               | Duración |  |
| 1.     | «Useless» (CJ Bolland Funky Sub Mix) |          |  |

| Lado AA |                                               |          |  |
| N.º     | Título                                        | Duración |  |
| 1.      | «Useless» (The Kruder + Dorfmeister Session™) | 9:10     |  |

## Home/Useless
Home y Useless estaban planeados para aparecer en su correcto orden como sencillos en Estados Unidos, pero las estaciones de radio allá comenzaron a promocionar Useless aun antes de que se anunciara Home como tercer sencillo del Ultra, por lo cual Reprise Records se vio obligada a lanzarlos como el sencillo doble Home/Useless.
Véase Home/Useless.

## Vídeo promocional
"Useless" fue dirigido por Anton Corbijn. El vídeo muestra a DM llegando a un paraje semidesértico en un automóvil, quienes bajan y David Gahan comienza a cantar el tema, todo el tiempo mirando directamente a la cámara con la expresión de reclamo inherente a la letra. Aunque es un vídeo bastante simple, pues todo se hizo desde un mismo punto de vista, se procuró que transmitiera la sensación de reprimenda y tiene algunas escenas interesantes como el paso de una avioneta halando una banda con el nombre ULTRA, el único segundo vídeo con una referencia directa al álbum del que se desprende.
El vídeo de "Useless" se incluye en la colección The Videos 86>98 de 1998 y en Video Singles Collection de 2016.
Para la gira Global Spirit Tour, Corbijn dirigió adicionalmente una proyección para las interpretaciones de "Useless", en blanco y negro, en la que aparecen dos hombres con carteles con diferentes palabras del tema.

## En directo
El tema estuvo presente durante la gira The Singles Tour, la cual extraoficialmente fue la que correspondió al álbum Ultra, aunque por cierto del mismo modo fue principal en las dos Ultra Parties de 1997. Posteriormente, casi 20 años después, el tema reapareció en la gira  Global Spirit Tour, en su versión como sencillo, en principio para todas las fechas, pero en la última etapa, los festivales por Europa, salió de algunas presentaciones.
Dave Gahan también lo interpretó en directo durante la gira de su primer disco solista, Paper Monsters.

## Lista de posiciones
| Listas (1997)                 | Mejor posición |
| ----------------------------- | -------------- |
| UK Singles Chart              | 28             |
| Lista de sencillos finlandesa | 17             |
| Lista de sencillos alemana    | 16             |
| Lista de sencillos sueca      | 16             |